# تعديل دستور الجزائر (2016)
التعديل الدستوري صادق عليه البرلمان في 7 فبراير 2016، قال رئيس اللجنة القانونية لمين شريط أنه يعبر عن رغبات المجتمع الجزائري ومكتوب بإرادة جميع فعاليات المجتمع الجزائري من أحزاب وجمعيات وشخصيات وطنية، مضيفاً أنه «مرآة تعكس إرادة الشعب الجزائري»، مضيفا أن الدستور الجديد يتميز بما وصفه «مؤسسة» المجتمع الجزائري من خلال دساتير مؤسسات متعددة على غرار المجلس الأعلى للغة العربية والمجلس الوطني لحقوق الإنسان (الجزائر) فضلا عن المجلس الأعلى للشباب والمجلس الوطني للبحث العلمي وخلق فضاءات لجميع أطياف الشعب الجزائري.
يندرج مشروع القانون المتضمن التعديل الدستوري الجزائري الذي قرر رئيس الجمهورية المبادرة به، في إطار مواصلة مسار الإصلاحات السياسية، ويهدف إلى ملائمة القانون الأسمى للبلاد مع المتطلبات الدستورية التي أفرزها التطور السريع لمجتمعنا، والتحولات العميقة الجارية عبر العالم ستتوخى مراجعة القانون الأساس، ومن بين ما ستتوخاه: تعزيز الفصل بين السلطات، وتدعيم استقلالية القضاء ودور البرلمان، وتأكيد مكانة المعارضة وحقوقها، وضمان المزيد من الحقوق والحريات للمواطنين.
تمس التعديلات المقترحة في هذا الإطار، المحاور الأساسية الأربعة من الدستور، وهي على التوالي: الديباجة، المبادئ العامة التي تحكم المجتمع، ولا سيما حقوق وحريات المواطن، تنظيم السلطات، والرقابة الدستورية.

## الدستور الجزائري
ينص دستور الجزائر المعدل سنة 2008 على أن الشعب الجزائري يمارس السيادة عن طريق الاستفتاء وبواسطة ممثليه المنتخبين، وأن الدولة تستمد مشروعيتها وسبب وجودها من إرادة الشعب.
وأقر البرلمان الجزائري يوم الأحد 7 فبراير/شباط 2016 م بغرفتيه وبأغلبية ساحقة التعديلات الدستورية التي اقترحها الرئيس عبد العزيز بوتفليقة، والتي تحدد رئاسة الدولة بفترتين رئاسيتين غير قابلتين للتجديد، وإدراج ذلك ضمن المواد التي لا يمكن لأي رئيس مراجعتها مستقبلا.
وتتضمن النسخة المعدلة للدستور عام 2016 أكثر من مئة تعديل، منها وضع شروط جديدة للترشح وتولي مناصب المسؤولية، وفي مقدمتها عدم التمتع بجنسية ثانية، واعتماد الأمازيغية لغة رسمية ثانية بعد العربية.